# 吕祖善
呂祖善（1946年11月—），浙江杭州人，中华人民共和国政治人物。中共中央黨校研究生學歷，高級工程師。中共第十六屆中央候補委員，第十七屆中央委員。曾任浙江省人民政府省长，2011年出任全国人大财政经济委员会副主任委员。

## 政治经历
1963年9月，呂祖善考入南京航空學院航空發動機系發動機設計專業學習。在校期间，1966年3月加入中国共产党。1968年毕业后，1968年9月参加工作，被分配到中國人民解放軍部隊農場勞動鍛煉。1970年4月，调入湖南邵陽水輪發電機廠，任技術員。
1975年1月回到浙江。此后，呂祖善一直在浙江工作。历任浙江省汽车工业公司生产技术科技术员，浙江省汽車工業公司生產技術科質量組組長。1979年8月，任浙江省机械工业厅企業管理處工程師。1983年3月至1991年5月，任浙江省机械工业厅副厅長、党组副书记兼厅直属机关党委书记。其间，1983年9月至1985年7月，在中央党校培训部学习。1991年5月至1993年2月，任浙江省机械工业厅厅長、党组书记。
1993年2月至1998年11月，任中共浙江省委秘書長。1995年7月至2002年11月，任中共浙江省委常委。其间，1997年3月至1997年6月，在中央党校进修班学习。1998年11月至2003年1月，任浙江省人民政府常务副省長。1998年12月至2007年12月，兼任浙江行政学院院长。2002年11月至2011年8月，任中共浙江省委副書記。2003年1月21日，在浙江省第十一届人民代表大会第一次会议上当选为浙江省人民政府省長，任至2011年8月。吕祖善任浙江省长期间前四年的浙江省委书记是日后担任中共中央总书记的习近平
2011年8月，被任命为全国人大财政经济委员会副主任委员，乃辞去浙江省省长职务。2013年3月，连任全国人民代表大会财政经济委员会副主任委员。
2002年11月，在中国共产党第十六次全国代表大会上当选为中国共产党第十六届中央委员会候补委员。2007年，当选为中国共产党第十七届中央委员会委员。他是中共十六大、十七大代表，第十届、十一届全国人大代表。2013年3月，当选第十二届全国人大常委会委员。

## 晚年生活
自卸任浙江省长后，吕祖善一直坚持在浙江省博物馆做义务讲解员；截止2014年12月4日，已进行47场义务讲解。吕祖善选择到博物馆做志愿者基于两点考虑：“一是宣传浙江，虽然不在省长位置，但作为地地道道的浙江人，热爱浙江，想继续为浙江做点事，而宣传浙江最好是从文化入手；二是身体力行，从事社会公益事业，希望能在社会上起个带头作用。”
吕祖善除了做博物馆的志愿者，还发起了文澜读书会，组织退休官员一起学习历史与文化，读书会成员包括浙江原省委书记李泽民，省委省政府办公厅、政协、人大退下来的干部。读书会每月一期，三年来，吕祖善每场必到。